# سخاخن
سخاخن Schagen  هي مدينة وبلدية في شمال غرب هولندا. وتقع بين ألكمار ودن هيلدر، في منطقة غرب فريزلاند ومقاطعة شمال هولندا. وقد تلقت حقوق المدينة عام 1415. وفي عام 2013 ادمجت سخاخن مع زايبه وهارنكارسبل. وشكلوا معاً بلدية جديدة تحمل اسم سخاخن أيضاً.

## طوبوغرافيا
خريطة طوبوغرافية هولندية لبلدية سخاخن، مارس 2014، (تقرأ بعد ثلاث نقرات على الخريطة).

## أعلام
- اريك فان دير ليندن
- كون ستام
- سام ميدلتون